# Piotr Butkiewicz
Piotr Butkiewicz (ur. 7 lipca 1966 w Łodzi) – polski rzeźbiarz i malarz.

## Wykształcenie
Studia w Akademii Sztuk Pięknych (Państwowej Wyższej Szkole Sztuk Plastycznych) we Wrocławiu ukończył dyplomem w roku 1991 w pracowni rzeźby prof. Leona Podsiadłego. Zajmuje się rzeźbą, malarstwem i projektowaniem mebli. Za tę ostatnią działalność otrzymał w 2005 roku Grand Prix Związku Polskich Artystów Plastyków.

## Wystawy indywidualne
| 1991 | Istnienie Koguta w butach - Galeria W Pasażu, Wrocław |
| 1994 | Mobile - wystawa towarzysząca XX. Festiwalowi Polskiej Muzyki Współczesnej, Ośrodek Badań Twórczości Jerzego Grotowskiego, Wrocław Szedłem i zaniechałem - Galeria Entropia, Wrocław |
| 1995 | Ogrody - Galeria Arkada, Wrocław |
| 1996 | Malarstwo - Galeria Prezentacje, Zamek Wojnowice |
| 1997 | Malarstwo - Galeria Canaletto, Warszawa |
| 1998 | Malarstwo - Charlotte, USA Malarstwo - Galeria Na Odwachu, Wrocław |
| 1999 | Zapis podróży - Galeria Krystyny Kowalskiej, Wrocław Malarstwo - Galeria Bell'Arte, Berlin Malarstwo - Galeria Oma Huone. Helsinki                                                   |
| 2000 | Obrazy z Wrocławia i Dolnego Śląska - Kleinniedesheim, Niemcy |
| 2001 | Malarstwo - Kreissparkasse, Ludwigshafen am Rhein Impresje - Galeria ARS NOVA, Łódź Malarstwo - Galeria AE, Kępno                                                                    |
| 2002 | Rzeźba - Kleinniedesheim, Niemcy |
| 2004 | Wokół stołu - Galeria DESIGN, BWA Wrocław |
| 2005 | Malarstwo - Kreismuseum, Dippoldiswalde, Niemcy |

## Ważniejsze wystawy zbiorowe
| 1992 | Kontynuacje - wystawa Okręgu Wrocławskiego ZPAP, Wrocław                                                |
| 1992 | Miejsca nie Miejsca - Centrum Rzeźby Polskiej, Orońsko                                                  |
| 1993 | No problemo - wystawa poplenerowa, BWA Wrocław                                                          |
| 1994 | Wystawa Towarzysząca XX. Festiwalowi Polskiej Muzyki Współczesnej, Wrocław                              |
| 1995 | Międzynarodowy Plener Ceramiczno-Rzeźbiarski, Bolesławiec '95, wystawa poplenerowa, Ossolineum, Wrocław |
| 1995 | Wystawa Okręgu Wrocławskiego ZPAP, Monachium                                                            |
| 2000 | Prezentacja Dolnego Śląska w ramach Expo 2000, Hanower                                                  |
| 2004 | Polski Design, Regentskamer Haga                                                                        |